# Raahe

Brasão de armas de Raahe

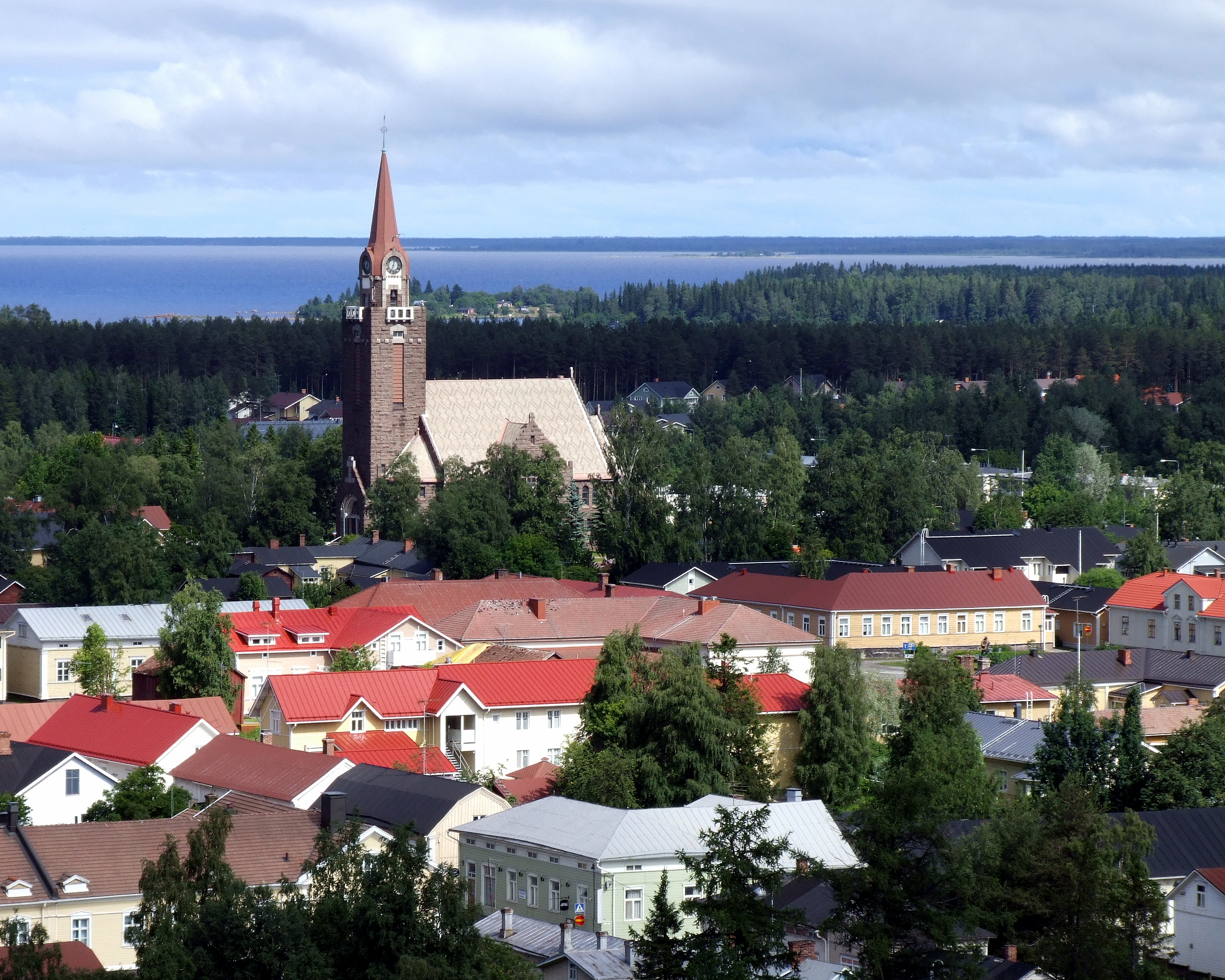

Raahe é uma cidade, e  município, da Finlândia, situada na região de Ostrobótnia do Norte.